# Західна Україна
За́хідна Украї́на, також західноукраї́нські зе́млі (ЗУЗ) — термін для означення низки історичних українських земель, а саме: Буковини, Волині, Галичини, Поділля, Закарпаття, а також Західного Полісся.
У контексті історії України XX ст. найчастіше вживається для означення територій, приєднаних до Радянського Союзу і включених до складу УРСР на початку Другої світової війни та після її закінчення, а також суміжних із ними територій. У різні часи під даний термін підпадали різні частини українських етнічних земель.
Більшість із цих територій входили до складу Галицько-Волинського королівства. По занепаді останнього Південно-Західна Україна (Галичина та Західне Поділля) відійшла до Польського королівства, Закарпаття — до Угорського королівства, Буковина та Покуття — до Молдавського князівства, а Північно-Західна Україна — Волинь — разом зі Східним Поділлям та Центральною Україною до Великого Князівства Литовського, Руського і Жмудського. Після Люблінської унії всі ці землі ввійшли до складу Речі Посполитої. В період національно-визвольного руху українців, відомого як Хмельниччина, та втрати Польським королівством влади над центральними етнічними українськими землями територія сучасних західних областей за Зборівським договором залишилася в складі Польської корони, де на українських етнічних землях продовжували існувати Подільське, Руське, Волинське та Белзьке воєводства. Закарпаття залишалось у складі Угорського королівства. Під владу Гетьмана Війська Запорозького відійшли лише території сучасних Вінниччини, Житомирщини та північно-східної околиці сучасної Рівненщини. Після останнього поділу Речі Посполитої у 1795 р. ці території були розділені між Австро-Угорщиною (Закарпаття, Галичина з частиною Західного Поділля і Буковина) та Російською імперією (більша частина Поділля та Волинь із Поліссям). У першій половині XX століття частина з них входила в Західноукраїнську Народну Республіку, а також у т. зв. міжвоєнну Польщу (за винятком території сучасної Хмельницької області), Румунію (не враховуючи Ізмаїльську область) та Чехословаччину.
У сучасному розумінні терміна до Західної України найчастіше зараховують вісім[джерело не вказане 511 днів] різних за своєю історичною долею українських областей — Львівську, Тернопільську, Івано-Франківську, Хмельницьку, Волинську, Рівненську, Чернівецьку та Закарпатську. Зрідка до західноукраїнського макрорегіону зараховують Вінницьку та Житомирську області, значно частіше ці області зараховують до центрального та північного регіонів. В окремих випадках до Центральної та Північної України відносять Хмельницьку, Рівненську та Волинську області у зв'язку з тим, що території цих трьох західноукраїнських областей не входили до складу Австро-Угорщини та Західно-Української Народної Республіки, а у випадку території Хмельницької області — також до складу міжвоєнної Польської Республіки.

## Історичні модифікації терміна

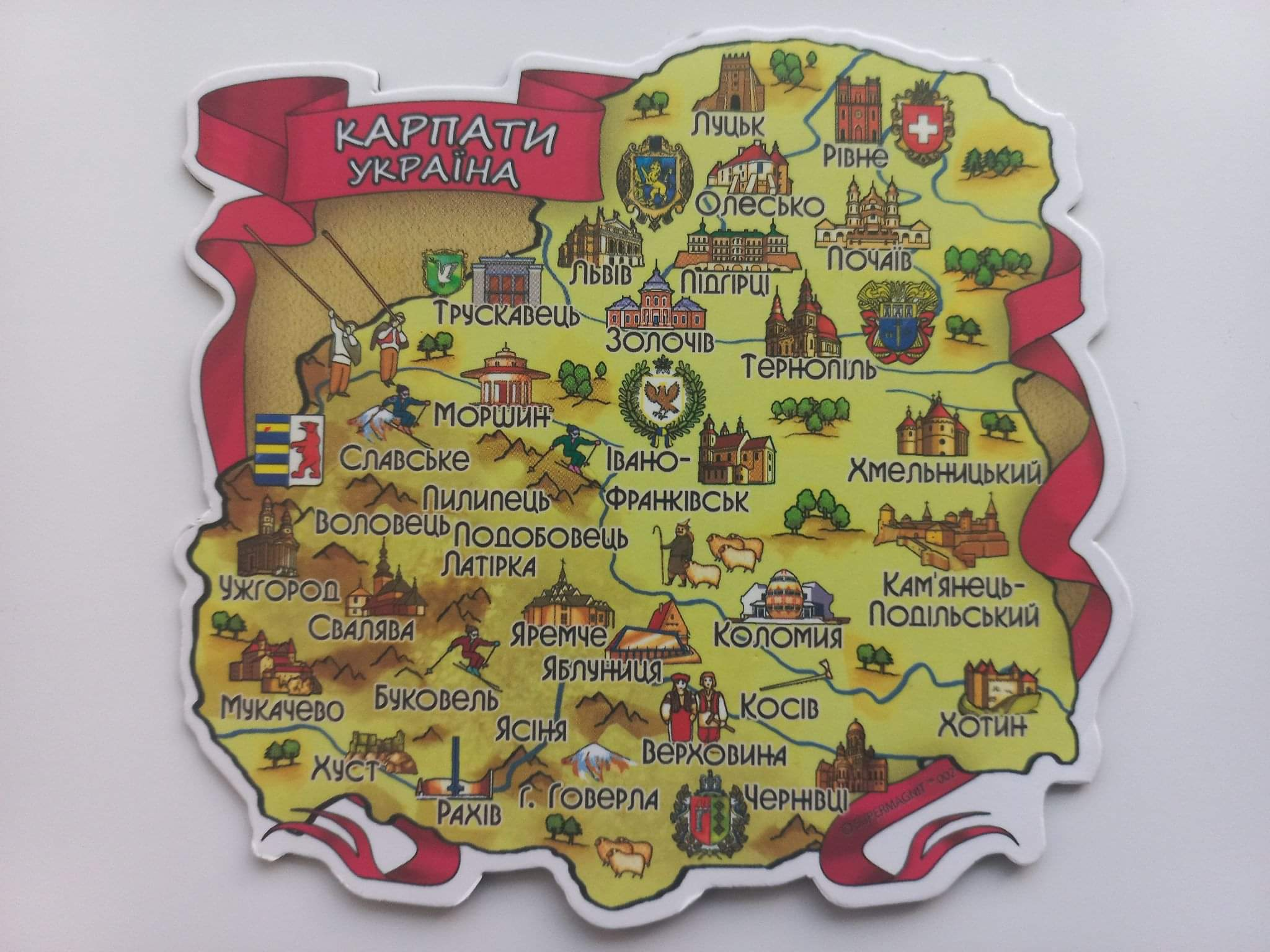
Західна Україна на мапі сувеніра

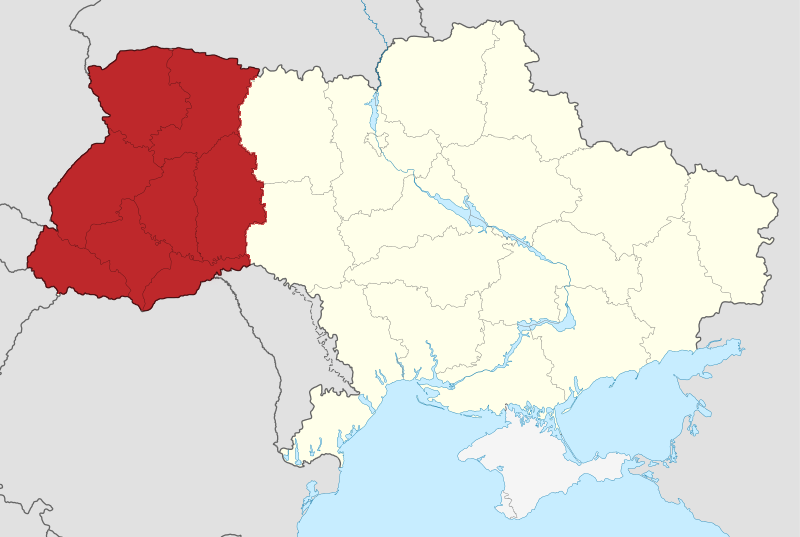
Західна Україна

Після другого та третього поділів Польщі, що відбулися відповідно 1793 та 1795 року, назва «Західна Україна» закріплюється переважно за землями, які входили до складу Австрії (від 1867 року — Австро-Угорщина).
«Західна Україна» — це також спрощена (здебільшого публіцистична) назва Західноукраїнської Народної Республіки (ЗУНР).
Після того, як за Ризьким мирним договором 1921 року, укладеним між РСФРР і УСРР та Польщею, західна частина України відійшла до Польщі, термін «Західна Україна» міцно закріпився саме за цією частиною України. У 1920-х роках територію Західної України складали землі, які офіційно в другій Речі Посполитій називалися Східними кресами — Галичина («Східна Малопольща»), Західна Волинь, Холмщина та Підляшшя, Західне Полісся. До Західної України входили воєводства: Станиславівське, Тернопільське, Волинське, Львівське (без восьми західних повітів), Поліське (без Косовського та половини Пружанського повітів), Холмщина Люблінського воєводства та половина Більського повіту Білостоцького воєводства. Як зазначає історик Ярослав Верменич, таке «черезсмужжя» польська влада створила навмисно — з політичних міркувань: польський уряд категорично не сприймав прагнення русинів мати (принаймні в Галичині) окремі адміністративні одиниці. З 1939 року і дотепер це Львівська, Тернопільська, Івано-Франківська, Волинська і Рівненська області.
У ширшому розумінні термін «Західна Україна» стосовно українських земель у період між Першою світовою війною та Другою світовою війною вживався щодо тих земель, які були під владою Польщі, Румунії та Чехословаччини. Крім уже перерахованих територій, що були в межах кордонів Польщі, це були також землі Північної Буковини та Закарпаття. Розуміння єдиної (краєвої) приналежності серед західних українців зцементувалося спільною долею перебування під іноземним (польським, румунським та чехословацьким) контролем та спільною боротьбою з окупантами в період перед і в ході Другої світової війни, в основному, на ідейно-політичному, а не релігійному ґрунті (галичани є греко-католиками, тоді як волиняни і буковинці — православні). В історичному плані зіграло свою роль і існування в минулому на території краю колишнього Галицько-Волинського королівства. Також західні українці, потрапивши до тогочасної УРСР, відчували між собою певний ступінь спорідненості, свідченням чого є існування там в 1920/30 роках літературно-мистецької організації Західна Україна.
Після включення західноукраїнських земель до складу УРСР назва «Західна Україна» закріпилася за областями, що утворилися упродовж 1939—1946 років (крім Ізмаїльської області).

## Сучасне вживання терміна
Щодо теренів сучасної України, то, як зазначає Енциклопедія історії України (2005), термін «Західна Україна» вживається у двох значеннях. Здебільшого так називають три галицькі області — Львівську, Тернопільську та Івано-Франківську. Досить часто терміном послуговуються і для означення території семи областей — трьох галицьких, а також Волинської, Рівненської, Чернівецької та Закарпатської. В підручниках з економіки зустрічається термін «західноукраїнський економічний регіон», де до вищеназваних областей додають ще й Хмельницьку область. 
Географічна енциклопедія України (1990) означила Західну Україну як історико-географічну назву земель України (на той час — УРСР), що становлять територію теперішніх п'яти областей — Львівської, Тернопільської, Івано-Франківської, Волинської та Рівненської. 
Інколи Волинську та Рівненську області відносять до Північної України або виділяють в окремий Північно-Західний регіон[джерело не вказане 740 днів] .

## Населення

Українці в Україні за переписом 2001 року.

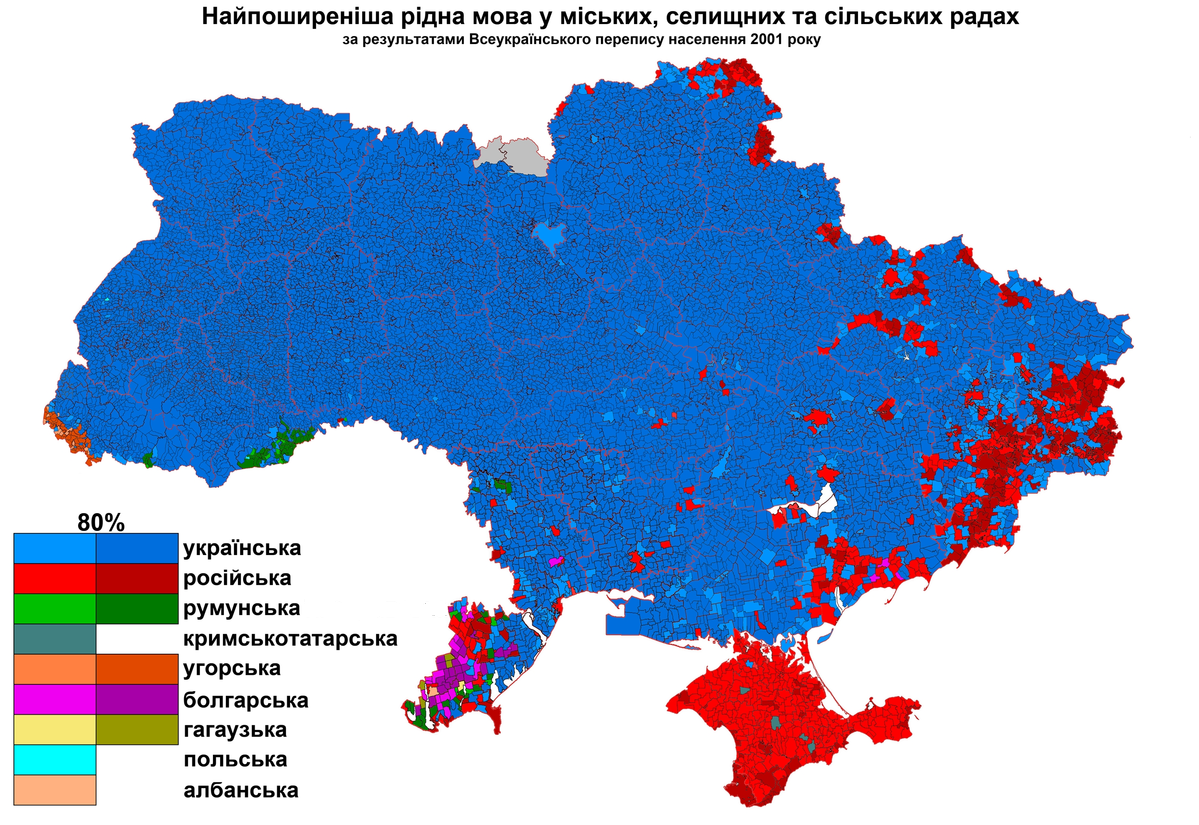
Найбільш поширені рідні мови у міських, селищних та сільських радах за переписом переписом 2001 року.

### Чисельність
Історична динаміка чисельності населення областей Західної України, тис.:
|                   | 1939 | 1946 | 1959 | 1970 | 1979 | 1989 | 2001 | 2013 |
| ----------------- | ---- | ---- | ---- | ---- | ---- | ---- | ---- | ---- |
| Львівська         | 2452 | 1831 | 2108 | 2429 | 2584 | 2748 | 2627 | 2541 |
| Івано-Франківська | 1282 | 1054 | 1095 | 1249 | 1332 | 1424 | 1410 | 1382 |
| Закарпатська      | 725  | 799  | 920  | 1057 | 1154 | 1252 | 1258 | 1254 |
| Рівненська        | 1058 | 779  | 926  | 1048 | 1121 | 1170 | 1173 | 1157 |
| Тернопільська     | 1413 | 962  | 1086 | 1153 | 1163 | 1169 | 1142 | 1077 |
| Волинська         | 1032 | 809  | 890  | 974  | 1016 | 1061 | 1061 | 1040 |
| Чернівецька       | 812  | 701  | 774  | 845  | 890  | 938  | 923  | 907  |
| Всього            | 8774 | 6925 | 7799 | 8755 | 9260 | 9762 | 9594 | 9358 |

Частка 7 західних областей у населенні України:
|                    | 1939   | 1959   | 1970   | 1979   | 1989   | 2001   | 2013   |
| Все населення      | 21,7 % | 18,6 % | 18,6 % | 18,6 % | 18,9 % | 19,8 % | 20,5 % |
| Міське населення   | 14,1 % | 11,0 % | 11,7 % | 13,0 % | 13,6 % | 14,0 % | 14,6 % |
| Сільське населення | 25,4 % | 25,0 % | 26,8 % | 26,6 % | 29,8 % | 31,8 % | 33,8 % |

### Національний склад
Національний склад населення 7 західних областей за переписом 2001 р.:
|                   | Українці  | Росіяни | Угорці  | Румуни  | Молдовани | Поляки | Білоруси | Цигани | Словаки | Німці | Євреї | Вірмени | Інші   | Національність не вказано |
| ВСЬОГО            | 8 803 330 | 255 819 | 152 328 | 147 162 | 70 102    | 31 372 | 25 940   | 15 427 | 5 928   | 5 472 | 5 416 | 3 085   | 15 959 | 15 546                    |
| Львівська         | 2 471 033 | 92 565  | 384     | 148     | 781       | 18 948 | 5 437    | 769    | 66      | 648   | 2 212 | 1 139   | 4 493  | 7 333                     |
| Івано-Франківська | 1 371 242 | 24 925  | 124     | 118     | 557       | 1 864  | 1 468    | 207    | 19      | 221   | 361   | 282     | 1 605  | 3 136                     |
| Закарпатська      | 1 010 127 | 30 993  | 151 516 | 32 152  | 516       | 518    | 1 540    | 14 004 | 5 695   | 3 582 | 565   | 490     | 2 630  | 286                       |
| Рівненська        | 1 123 401 | 30 129  | 68      | 66      | 364       | 2 031  | 11 827   | 192    | 81      | 252   | 455   | 314     | 2 059  | 206                       |
| Тернопільська     | 1 113 516 | 14 194  | 85      | 93      | 356       | 3 856  | 968      | 55     | 11      | 139   | 167   | 259     | 1 336  | 3 465                     |
| Волинська         | 1 024 955 | 25 132  | 71      | 30      | 303       | 788    | 3 217    | 103    | 47      | 235   | 213   | 322     | 1 798  | 0                         |
| Чернівецька       | 689 056   | 37 881  | 80      | 114 555 | 67 225    | 3 367  | 1 483    | 97     | 9       | 395   | 1 443 | 279     | 2 038  | 1 120                     |

|                   | Українці | Росіяни | Угорці | Румуни | Молдовани | Поляки | Білоруси | Цигани | Словаки | Німці | Євреї | Інші  | Національність не вказано |
| ВСЬОГО            | 92,2 %   | 2,7 %   | 1,6%   | 1,5 %  | 0,7 %     | 0,3 %  | 0,3 %    | 0,2 %  | 0,1 %   | 0,1 % | 0,1 % | 0,2 % | 0,2 %                     |
| Львівська         | 94,8 %   | 3,6 %   |        |        |           | 0,7 %  | 0,2 %    |        |         |       | 0,1 % | 0,2 % | 0,3 %                     |
| Івано-Франківська | 97,5 %   | 1,8 %   |        |        |           | 0,1 %  | 0,1 %    |        |         |       |       | 0,1 % | 0,2 %                     |
| Закарпатська      | 80,5 %   | 2,5 %   | 12,1 % | 2,6 %  |           |        | 0,1 %    | 1,1 %  | 0,5 %   | 0,3 % |       | 0,2 % | 0,0 %                     |
| Рівненська        | 95,9 %   | 2,6 %   |        |        |           | 0,2 %  | 1,0 %    |        |         |       |       | 0,2 % | 0,0 %                     |
| Тернопільська     | 97,8 %   | 1,2 %   |        |        |           | 0,3 %  | 0,1 %    |        |         |       |       | 0,1 % | 0,3 %                     |
| Волинська         | 96,9 %   | 2,4 %   |        |        |           | 0,1 %  | 0,3 %    |        |         |       |       | 0,2 % | 0,0 %                     |
| Чернівецька       | 75,0 %   | 4,1 %   |        | 12,5 % | 7,3 %     | 0,4 %  | 0,2 %    |        |         |       | 0,2 % | 0,3 % | 0,1 %                     |

Мовний склад населення 7 західних областей за переписом 2001 р.:
|                   | Українська | Російська | Угорська | Румунська | Молдовська | Польська |
| Львівська         | 95,3 %     | 3,8 %     |          |           |            | 0,4 %    |
| Івано-Франківська | 97,8 %     | 1,8 %     |          |           |            |          |
| Закарпатська      | 81,0 %     | 2,9 %     | 12,7 %   | 2,6 %     |            |          |
| Рівненська        | 97,0 %     | 2,7 %     |          |           |            |          |
| Тернопільська     | 98,3 %     | 1,2 %     |          |           |            |          |
| Волинська         | 97,3 %     | 2,5 %     |          |           |            |          |
| Чернівецька       | 75,6 %     | 5,3 %     |          | 11,9 %    | 6,8 %      | 0,2 %    |

### Міське населення

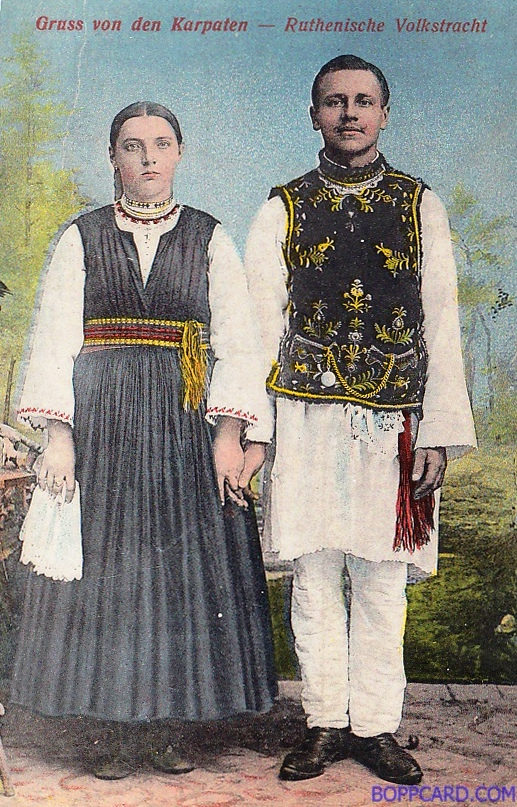
Українські селяни з Карпатських гір Західної України. Стара австрійська листівка.

За переписом 1931 р. у більшості міст Західної України чисельність населення перевищувала 20 тис. осіб. У регіоні виділялися тільки Львів — 316 тис. осіб, Станиславів — 60 тис. осіб, Борислав — 42 тис. осіб, Тернопіль — 36 тис. осіб, Коломия і Дрогобич — по 33 тис. осіб, Стрий — 31 тис., Самбір — 22 тис. осіб.
У 1939 р. у Станиславові (нині Івано-Франківськ) було 65 тис. мешканців, у Тернополі — 50 тис., у Луцьку — 39 тис., у Рівному — 43 тис., у Чернівцях — 106 тис., а у Львові — 340 тис. осіб. У Галичині щільність населення у 1939 р. становила 104 особи на 1 км².
Частка міського населення, 1939—2013 рр.:
| Область           | 1939 | 1959 | 1970 | 1983 | 1989 | 2001 | 2013 |
| Львівська         | 32 % | 39 % | 47 % | 56 % | 59 % | 59 % | 61 % |
| Івано-Франківська | 23 % | 23 % | 31 % | 40 % | 42 % | 42 % | 43 % |
| Закарпатська      | 20 % | 29 % | 30 % | 39 % | 41 % | 37 % | 37 % |
| Рівненська        | 13 % | 17 % | 28 % | 41 % | 45 % | 47 % | 48 % |
| Тернопільська     | 14 % | 17 % | 23 % | 35 % | 41 % | 43 % | 44 % |
| Волинська         | 16 % | 26 % | 32 % | 43 % | 49 % | 50 % | 52 % |
| Чернівецька       | 20 % | 26 % | 35 % | 39 % | 42 % | 40 % | 43 % |
| В середньому      | 22 % | 27 % | 34 % | 44 % | 48 % | 47 % | 49 % |

## Найбільші міста (за чисельністю населення)

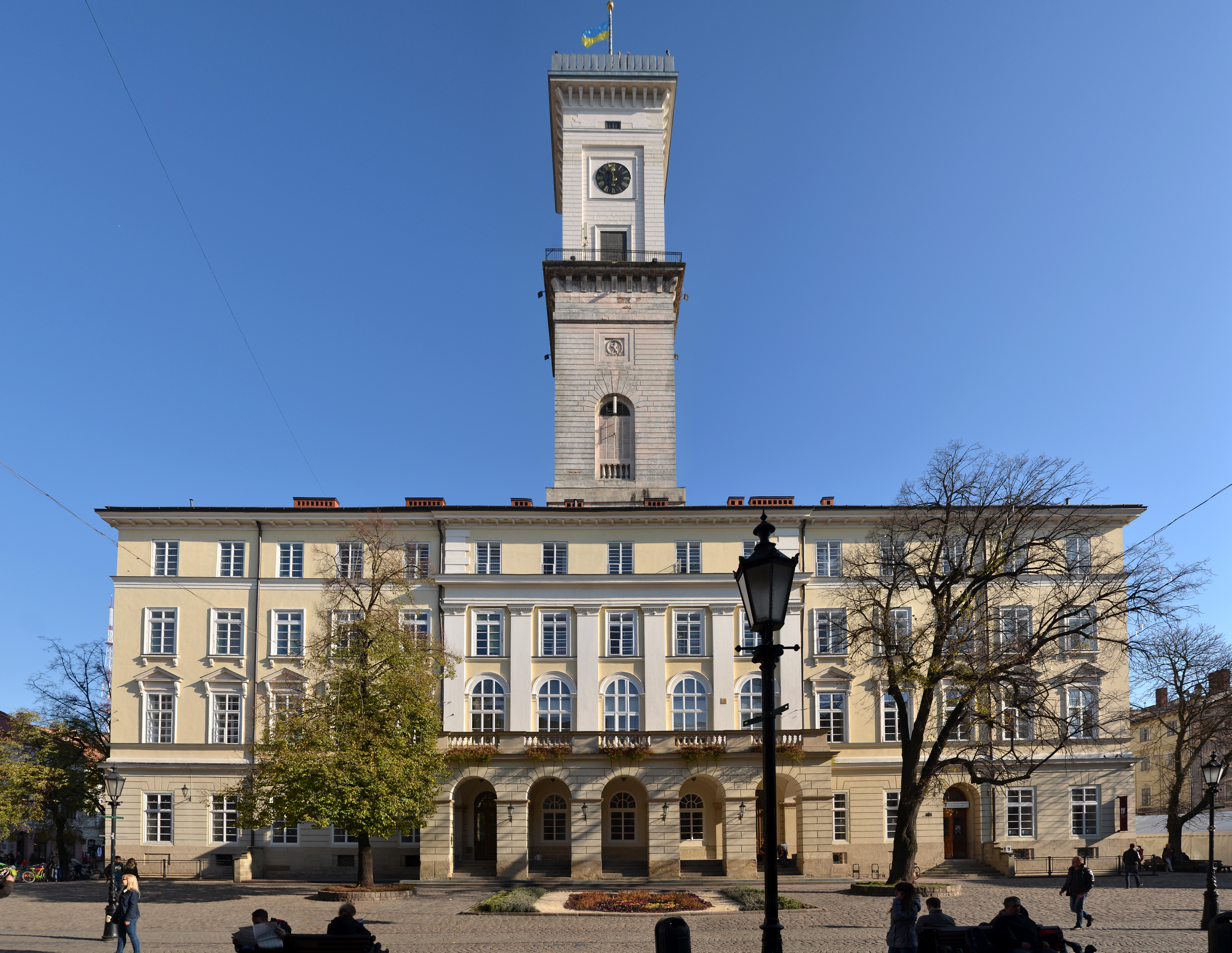
Львівська ратуша

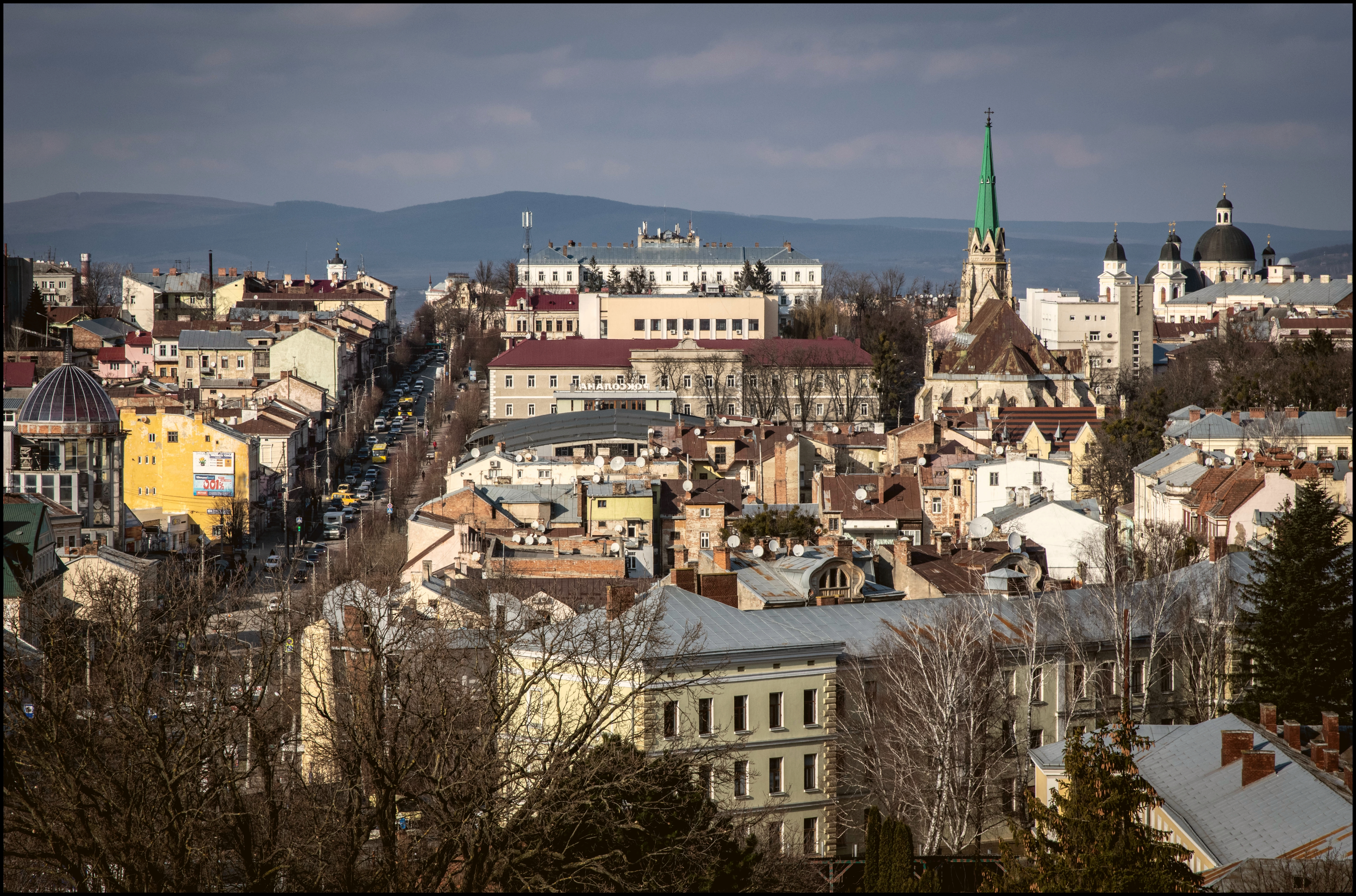
Центр Чернівців

| Місто                 | 1959    | 1970    | 1979    | 1989    | 2001    | 2012    | 2022    |
| --------------------- | ------- | ------- | ------- | ------- | ------- | ------- | ------- |
| Львів                 | 410 678 | 553 452 | 667 243 | 790 908 | 732 818 | 729 842 | 717 655 |
| Чернівці              | 141 940 | 186 812 | 218 561 | 256 644 | 240 621 | 255 929 | 264 298 |
| Рівне                 | 59 598  | 115 541 | 178 956 | 227 925 | 248 813 | 250 174 | 243 873 |
| Івано-Франківськ      | 66 456  | 104 971 | 149 747 | 214 021 | 218 359 | 224 660 | 237 196 |
| Тернопіль             | 52 245  | 84 663  | 143 625 | 204 845 | 227 755 | 217 300 | 225 004 |
| Луцьк                 | 55 663  | 93 863  | 137 344 | 197 724 | 208 816 | 213 063 | 215 986 |
| Ужгород               | 47 396  | 64 578  | 90 995  | 117 061 | 117 317 | 116 556 | 115 542 |
| Кам'янець-Подільський | 40 300  | 57 000  | 84 000  | 102 200 | 99 610  | 102 986 | 96 896  |
| Мукачево              | 46 423  | 57 414  | 71 864  | 84 521  | 82 346  | 84 630  | 85 569  |
| Дрогобич              | 42 145  | 56 048  | 65 998  | 77 571  | 79 119  | 77 142  | 73 682  |
| Ковель                | 24 666  | 33 351  | 48 916  | 67 005  | 66 401  | 68 648  | 67 575  |
| Шептицький            | 12 241  | 44 008  | 54 921  | 72 047  | 70 568  | 68 246  | 64 297  |
| Калуш                 | 12 873  | 40 728  | 60 153  | 67 531  | 67 902  | 67 562  | 65 088  |
| Коломия               | 31 303  | 41 054  | 52 146  | 63 323  | 61 989  | 61 290  | 60 821  |
| Стрий                 | 36 180  | 47 983  | 55 096  | 66 522  | 62 479  | 60 146  | 59 425  |
| Нововолинськ          | 23 895  | 41 187  | 46 007  | 55 171  | 53 838  | 53 179  | 50 417  |

- Львів — адміністративний центр Львівської області, головний культурний центр Галичини, важливий науково-освітній, промисловий, туристичний та діловий центр Західного регіону.
- Чернівці — адміністративний центр Чернівецької області, найбільше місто Західної України (153 км²), головний культурний центр Буковини[6], одне з головних міст України, важливий науково-освітній, туристичний та культурний центр Західної України. Основний центр румунської культури  Буковини та України.
- Рівне — адміністративний центр Рівненської області, промисловий та культурний осередок Західного Полісся та Волині.
- Тернопіль — адміністративний центр Тернопільської області, важливий транспортний, промисловий, туристичний, науково-освітній та культурний центр Галичини і Поділля.
- Івано-Франківськ — адміністративний центр Івано-Франківської області, відомий культурний, економічний та архітектурний центр Західної України.[7]
- Луцьк — адміністративний центр Волинської області, важливий туристичний, історико-культурний, освітній та промисловий центр Волині[8]
- Хмельницький — адміністративний центр Хмельницької області, промисловий, торговельний та культурний центр Поділля та Південної Волині.
- Ужгород — адміністративний центр Закарпатської області, головний промисловий, науковий та культурний центр Закарпаття.
- Кам'янець-Подільський — адміністративний центр Кам'янець-Подільського району Хмельницької області, значний туристичний та історико-культурний центр[9] України, один з важливих промислових осередків Поділля, колишній адміністративний центр області (1937—1941 рр.).
- Мукачево — адміністративний центр Мукачівського району Закарпатської області.
- Дрогобич — обласний центр (1939—1941 рр., 1944—1959 рр.), пізніше адміністративний центр Дрогобицького району Львівської області.
- Коломия — адміністративний центр Коломийського району, туристичний і культурний центр Покуття і Прикарпаття.
- Дубно — адміністративний центр Дубенського району, другий за значенням промисловий і культурний центр Рівненської області.
- Стрий — адміністративний центр Стрийського району, один з промислових центрів Львівської області, важливий залізничний вузол.
- Берегове — адміністративний центр Берегівського району, основний центр угорської культури на Закарпатті.
- Ковель — адміністративний центр Ковельського району, важливий залізничний вузол на Волині.

## Див. також

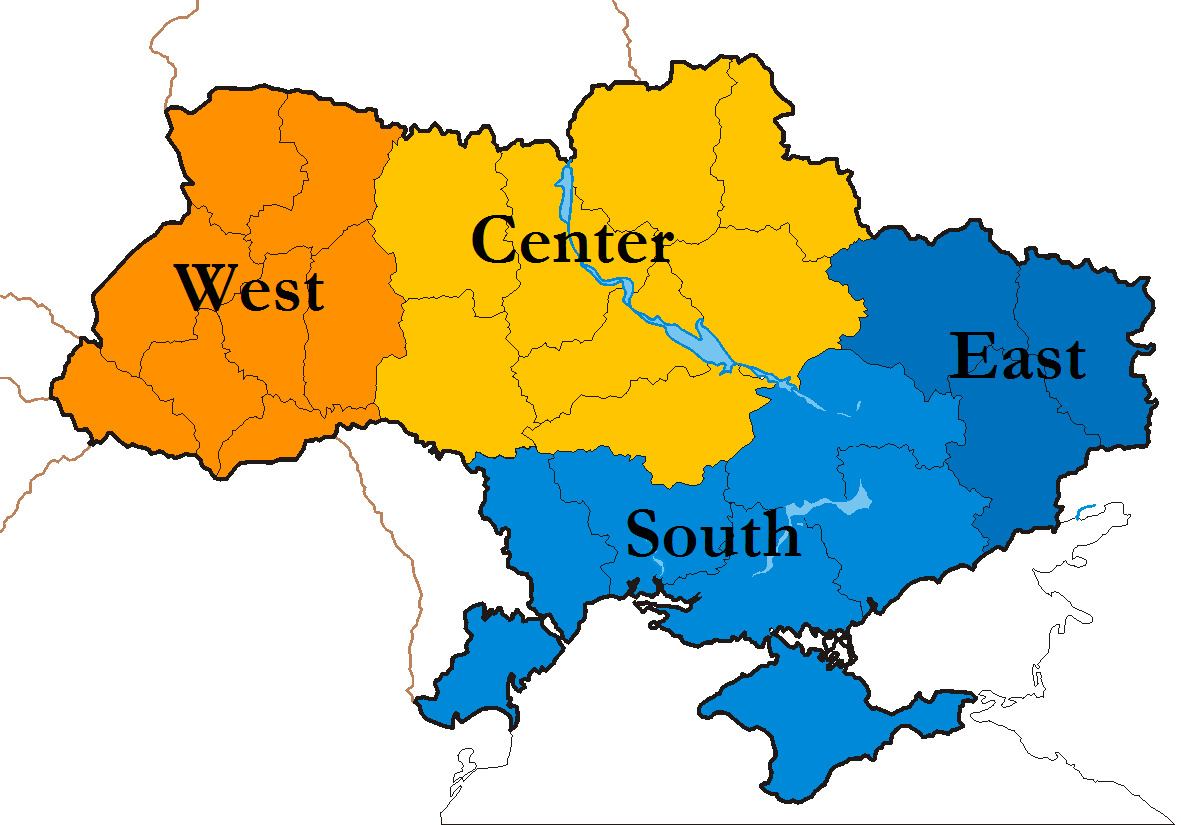
Західна Україна, помаранчевого кольору.

Автомобільні коди регіонів України.

### Історико-культурні області
| - Буковина - Волинь - Галичина - Поділля | - Закарпаття - Холмщина - Підляшшя - Мармарощина |

### Історичні поняття
| - Правобережна Україна - Лівобережна Україна | - Слобідська Україна - Зелена Україна |

### Українські держави
- Карпатська Україна

### Сучасні поняття
| - Східна Україна - Центральна Україна | - Південна Україна - Північна Україна |

### Інше
- Адміністративний устрій України